# Консегид
Консегид (фр. Conségudes) је насељено место у Француској у региону Прованса-Алпи-Азурна обала, у департману Приморски Алпи.
По подацима из 2011. године у општини је живело 88 становника, а густина насељености је износила 7,06 становника/km².

## Демографија
| 1962. | 1968. | 1975. | 1982. | 1990. | 2011. |
| ----- | ----- | ----- | ----- | ----- | ----- |
| 96    | 91    | 64    | 59    | 57    | 88    |